# Nematocentropus omeiensis
Nematocentropus omeiensis is een vlinder uit de familie van de Neopseustidae. De wetenschappelijke naam van de soort is voor het eerst geldig gepubliceerd in 1965 door Hwang.